# Hendrik Laurenszoon Spiegel
Pour les articles homonymes, voir Spiegel.
Hendrik Laurensz[oon]. Spieg[h]el, né à Amsterdam le 11 mars 1549 et mort à Alkmaar le 4 janvier 1612, est un poète et prosateur de la République des Sept Pays-Bas-Unis.

## Biographie
Hendrik naquit comme fils de Laurens Pietersz. Spiegel, un homme réputé pieux et sage, et d'Anna Jansdochter Gaeff.  Son frère Jan Laurensz. Spiegel devint échevin à Amsterdam.  Ses sœurs, Elizabeth et Geertrui, se marièrent respectivement avec Herman Rodenburg, conseiller du Vroedschap d'Amsterdam, et Pieter Adriaanszoon Pauw, conseiller du Vroedschap, administrateur d'Alkmaar et père du professeur Pieter Pauw qui se mariera avec la fille de Jan van Hout, ami intime de Hendrik.  Sa sœur, Mary Laurensdr., fonda, avec Aeltgen Fopse, l'orphelinat catholique romaine pour filles d'Amsterdam (Rooms Catholijk Maagdenhuis).
Hendrik fut éduqué dans un esprit de tolérance par son père, qui était un régent et marchand aisé d'Amsterdam.  Lorsque l'Altération d'Amsterdam, en 1578, eut doté la ville d'une administration protestante, Spiegel se vit ôter le droit de bourgeoisie.  Demeuré catholique, il le fut tout de même au sens érasmien.  De sa largesse d'esprit témoigne, entre autres, la traduction qu'il fit de la Querimonia Jesu Christi (1562) de Petrus Bloccius, un Brabançon qui fut nommé enseignant à Leyde.  Indéniablement, cet ouvrage a été écrit dans l'esprit protestant.  Spiegel vivait dans le monde de la pensée philosophique et humaniste de son temps ; il embrassait la doctrine stoïcienne et se rapprochait spirituellement de Socrate, de Platon, de Cicéron, de Sénèque, d'Épicure, d'Épictète, d'Érasme et de Montaigne.  En outre, il était en correspondance avec les savants de son temps, et il était un ami proche de Coornhert qu'il visitait souvent à Haarlem.  Roemer Visscher et Jan van Hout comptaient également parmi ses amis intimes.
Dans ses premières années, sauf 60 vers dans le style des rhétoriciens, il écrivit un éloge de la danse (Het lof van danssen).
Spiegel dut avoir une part importante dans quatre ouvrages sur la grammaire, la dialectique et la rhétorique, parus sous le nom de la chambre de rhétorique amstellodamoise De Eglantier (L'Églantier).  Il s'agit du Twe-spraack vande Nederduitsche letterkunst, ófte Vant spellen ende eyghenscap des Nederduitschen taals (Traité de stylistique et d'orthographe de la langue néerlandaise) en 1584, Ruygh-bewerp vande Redenkaveling ofte Nederduytsche Dialictike (Abrégé de la dialectique) en 1585, Kort Begrip des redenkavelings: in slechten rym vervat (Abrégé rimé du raisonnement) en 1585 et Rederijck-kunst, in rijm opt kortst vervat (Abrégé rimé de la rhétorique) en 1587.  Dans ces plaidoyers pour le néerlandais comme langue de culture, l'auteur prônait la pratique du purisme linguistique et insistait auprès des administrateurs de l'université de Leyde pour qu'ils donnassent les cours dans la langue nationale.
De Twe-spraack vande Nederduitsche letterkunst, dont la préface a été écrite par Coornhert, est dédié, en date du 1er juillet 1584, aux bourgmestres et conseillers d'Amsterdam, par l'empereur, le facteur, le prince et les rhétoriciens de la chambre In Liefde Bloeyende (Fleurissant en amour).  Le but des rhétoriciens était d'élever la langue néerlandaise au même rang que l'italien, l'espagnol et le français en l'enrichissant et en l'embellissant, tâche incombant, plus particulièrement, aux chambres de rhétorique en tant qu'écoles « communautaires » de la langue nationale (« […] als ghemene scholen des land-taals […]. »).  En particulier, les notions de purification du langage et son observation assez exacte, ont eu une influence considérable.
Bien que professant la religion catholique, Spiegel fut appelé à des postes gouvernementaux.  Ainsi, en 1589, le Conseil de l'Amirauté de Hoorn voulut le nommer à la fonction de gecommitteerde raedt, représentant Amsterdam en sa qualité de conseiller en matière d'amirauté à Hoorn.  Lorsqu'il eut refusé la nomination, le Vroedschap chercha, en vain, à le contraindre à accepter ce poste, et on demanda aux États du pays d'agir.  Son refus lui valut une lourde amende, dont le bénéfice était destiné aux hospices des pauvres, mais même ça ne put le convaincre : il préféra la payer, plutôt que d'accepter.
En 1591, en collaboration avec Jan van der Does, il fit paraître la chronique rimée (Rijmkroniek) de Melis Stoke, publication dont il portait les frais.
En 1594, il contribua à l'organisation des spectacles à Amsterdam, dont l'entrée joyeuse du prince Maurice, en célébration de la - dite - réduction, ou prise, de Groningue.  Il apprit avec complaisance la défaite de l'armada espagnole, qu'il célébra dans un hymne, mais son enthousiasme pour la révolte des gueux fut faible.
Sa louange d'Amsterdam, en alexandrins, serait la première en langue néerlandaise.  Van Mander l'appela « un Sieur amateur de l'art » (« const-lievend heer »).  Il possédait d'ailleurs plusieurs tableaux.  Bien qu'il eût une bonne compréhension des développements qui s'effectuaient dans la Renaissance artistique, et quoiqu'il connût l'œuvre de Pétrarque et de Marot, et qu'il fût au courant des innovations de la Pléiade, dans ses propres poèmes, il s'avéra encore plus un humaniste qu'un poète de la Renaissance.
Il se maria deux fois : d'abord avec Bregtje van den Berg, et ensuite, le 14 août 1602, avec Dieuwertje van Marken.  Déjà avant 1590, il ne gardera de ses six enfants qu'un seul fils.  De sa progéniture ont surgi les lignages prestigieux Backer et Lestevenon d'Amsterdam.
En manuscrit, on a de lui une courte moralité Numa ofte amptsweygheringe (Numa ou le déni de fonction), sans doute écrite entre 1600 et 1603, adaptation d'une pièce de Plutarque sur l'offre de la couronne de Rome à Numa Pompilius.  Il s'agit de l'unique pièce de théâtre conservée de Spiegel.
Parmi les écrits qui méritent d'être cités, on trouve un recueil de paroles et de proverbes, classés selon les mois et les jours de l'année : Bijspraakx-almanak (Almanach de proverbes), vers 1606.  Quelques chansons de Nouvel An, écrites pour De Eglantier, parurent en 1608.
Dans les éditions du Brabbeling (Babillage) de Roemer Visscher de 1612 et 1647, ses poèmes sont intercalés entre les vers de son ami Visscher, tandis que dans celles de 1614 et 1669, ils sont ajoutés aux poèmes de ce dernier, placés à la fin du recueil.
L'homme qui préférait séjourner à Meerhuyzen, un jardin sur l'Amstel non loin de la ville, passait les dernières années de sa vie à Alkmaar, où il mourut de la variole.  On raconte que, lorsqu'il vit sa progéniture souffrant d'une maladie infantile, cela l'aurait tellement ému qu'il en mourut au début de 1612.  On transporta son corps à Amsterdam, où il fut enterré dans la Nouvelle Église.

## Œuvre

### Remarques générales
Spiegel se sentait fortement attiré par la philosophie, non pas celle qui est spéculative mais celle qui est pratique.  Il voulait réconcilier les mondes de la pensée chrétienne et ancienne.  Spiegel peut être caractérisé comme un optimiste rationaliste, mais aussi comme un idéaliste : un esprit non gâché choisit automatiquement le bon et le beau.
Dans la langue grecque, il n'était pas inexpérimenté, et il maîtrisait assez le latin pour pouvoir traduire une des tragédies de Sénèque.
En tant que chef de file, ou du moins comme l'un des principaux membres de la chambre de rhétorique In liefde bloeijende (De Eglantier) d'Amsterdam, il travaillait surtout à la pratique et la culture de la langue et de la poésie néerlandaise.  En cette qualité, Spiegel avait fortement influencé, même après sa mort, Hooft, Bredero, Vondel, Rodenburgh et Poot.
Comme poète, il fut particulièrement admiré par Jeronimo de Vries, Albert Verwey et Minderaa. Aernout Drost écrivit une nouvelle sur lui : Meerhuijzen.  En réécrivant Hertspiegel, Bilderdijk créa plutôt une œuvre originale qu'une actualisation de l'ouvrage de Spiegel.

### Hart-spiegel
Le principal ouvrage de Spiegel est, sans contredit, le Hart-spiegel (Miroir du cœur) publié à titre posthume en 1614 : un travail poétique moralisant en sept livres qui portent, suivant l'exemple d'Hérodote, comme légende les noms des sept déesses du chant.  Le cycle, qui aurait dû comprendre neuf livres, est resté inachevé.  Ses conceptions éthiques se rapprochent de celles que Coornhert expose dans son Wellevenskunste (L'art de bien vivre).  L'idée essentielle de cet ouvrage est « que la vertu rend heureux et que cela même est sa récompense » (« dat deucht verheucht ende haer zelfs loon is »).  Pour ce faire, l'auteur soumet la vie intérieure de l'homme à une réflexion précise.  Les notions de péché, de culpabilité et de volonté libre sont discutées en détail.  Comme Coornhert, Spiegel maintient la liberté de la volonté ; la culpabilité oppresse l'homme.  La connaissance de soi est, pour Spieghel et Coornhert, qui interagissent dans leur travail, la fondation de l'autodéveloppement, le point de départ pour atteindre la vertu.  Pour ces sept livres, Spiegel avait demandé l'approbation habituelle de l'Église romaine, et, à cet effet, il envoya le manuscrit à Louvain, mais celui-ci revint sans l'approbation requise et avec la remarque que l'ouvrage était incompréhensible.  En 1615, la deuxième édition vit le jour ; celle-ci était la première à paraître chez Cornelis Direksz. Kool.  La troisième, imprimée par Hendrik Wetstein en 1694, est élargie par d'autres écrits et poèmes de Spiegel.  L'édition de 1723, la plus complète et la meilleure aussi, fut publiée à Amsterdam chez Andries van Damme, et a été fournie par Pieter Vlaming qui l'avait enrichie de plusieurs morceaux jamais imprimés auparavant, pourvus de notes et illustrés de planches de Jan Goeree.
Le point culminant de son œuvre poétique est constitué par les Lieden op 't Vader Ons (Chansons sur la patenôtre), incluses dans l'édition de 1694 du Hertspiegel, où il résume ses opinions religieuses et éthiques sur la base du commencement et de la première prière de la patenôtre.

### Sources
- (nl) AA (van der), Abraham Jacob.  « Spiegel (Henrik Laurenszoon) », Biographisch woordenboek der Nederlanden, vol. 17, 2e partie, Haarlem, J.J. van Brederode, 1874, p. 903-906.
- (nl) BUITENDIJK, Willem Jan Cornelis, et Pieter Jozias VERKRUIJSSE.  « Spiegel, Hendrik Laurensz. », De Nederlandse en Vlaamse auteurs (réd. Gerrit Jan VAN BORK et Pieter Jozias VERKRUIJSSE), 1985, Weesp, De Haan, p. 539-540.
- (nl) LAAN (ter), Kornelis.  «  Spieghel, Henrick Laurensz. », Letterkundig woordenboek voor Noord en Zuid, La Haye/Jakarta, Éd. G.B. van Goor et fils, 1952, 2e impression, p. 499-500.
- (nl) PRINSEN.  « Spieghel (Hendrick Laurenszn.) », Nieuw Nederlandsch biografisch woordenboek, vol. 2 (réd. Philipp Christiaan MOLHUYSEN et Petrus Johannes BLOK), Leyde, A.W. Sijthoff, 1912, p. 1350-1352.